# Hallerstraße (metrostation)
Hallerstraße is een metrostation in het stadsdelen Harvestehude en Rotherbaum van de Duitse stad Hamburg. Het station werd geopend op 2 juni 1929 en wordt bediend door lijn U1 van de metro van Hamburg.